# Évolution du Collège cardinalice sous le pontificat de Jean-Paul II
Cet article présente les évolutions au sein du Sacré Collège ou collège des cardinaux au cours du pontificat du pape Jean-Paul II, depuis l'ouverture du conclave qui l'a élu le 14 octobre 1978 jusqu'au 18 avril 2005 date de l'ouverture du conclave qui devait élire son successeur.

## Évolution numérique au cours du pontificat
| Date       | Événement | Pays | Electeurs | Non Votants | Total |
| ---------- | --- | ---- | --------- | ----------- | ----- |
| 14/10/1978 | Cardinaux au moment du conclave d'octobre 1978                                                                      |      | 111       | 15          | 126   |
|            | |      |           |             |       |
| 16/10/1978 | Élection papale du cardinal Karol Wojtyla sous le nom de Jean-Paul II                                               |      | 110       | 15          | 125   |
| 27/11/1978 | Décès du cardinal Joseph Marie Trinh-nhu-Khuê                                                                       |      | 109       | 15          | 124   |
| 17/12/1978 | Décès du cardinal Josef Frings                                                                                      |      | 109       | 14          | 123   |
| 29/01/1979 | Décès du cardinal Reginald John Delargey                                                                            |      | 108       | 14          | 122   |
| 09/03/1979 | Décès du cardinal Jean Villot                                                                                       |      | 107       | 14          | 121   |
| 30/06/1979 | 80e anniversaire du cardinal František Tomášek                                                                      |      | 106       | 15          | 121   |
| 30/06/1979 | Consistoire : création de 14 cardinaux électeurs et un cardinal in pectore                                          |      | 120       | 15          | 135   |
| 06/07/1979 | Décès du cardinal Antonio María Alfredo Barbieri                                                                    |      | 120       | 14          | 134   |
| 16/07/1979 | Décès du cardinal James Francis Louis McIntyre                                                                      |      | 120       | 13          | 133   |
| 03/08/1979 | Décès du cardinal Alfredo Ottaviani                                                                                 |      | 120       | 12          | 132   |
| 10/08/1979 | Décès du cardinal John Joseph Wright                                                                                |      | 119       | 12          | 131   |
| 05/09/1979 | Décès du cardinal Alberto di Jorio                                                                                  |      | 119       | 11          | 130   |
| 23/10/1979 | Décès du cardinal Antonio Caggiano                                                                                  |      | 119       | 10          | 129   |
| 13/12/1979 | Décès du cardinal Alfred Bengsch                                                                                    |      | 118       | 10          | 128   |
| 13/03/1980 | 80e anniversaire du cardinal José Clemente Maurer                                                                   |      | 117       | 11          | 128   |
| 15/06/1980 | Décès du cardinal Sergio Pignedoli                                                                                  |      | 116       | 11          | 127   |
| 05/07/1980 | 80e anniversaire du cardinal Bernard Jan Alfrink                                                                    |      | 115       | 12          | 127   |
| 26/12/1980 | Décès du cardinal Egidio Vagnozzi                                                                                   |      | 114       | 12          | 126   |
| 28/05/1981 | Décès du cardinal Stefan Wyszynski                                                                                  |      | 113       | 12          | 125   |
| 05/06/1981 | 80e anniversaire du cardinal Ermenegildo Florit                                                                     |      | 112       | 13          | 125   |
| 12/10/1981 | 80e anniversaire du cardinal Gabriel-Marie Garrone                                                                  |      | 111       | 14          | 125   |
| 28/12/1981 | 80e anniversaire du cardinal Thomas Benjamin Cooray                                                                 |      | 110       | 15          | 125   |
| 30/12/1981 | Décès du cardinal Franjo Šeper                                                                                      |      | 109       | 15          | 124   |
| 22/03/1982 | Décès du cardinal Pericle Felici                                                                                    |      | 108       | 15          | 123   |
| 25/04/1982 | Décès du cardinal John Patrick Cody                                                                                 |      | 107       | 15          | 122   |
| 18/09/1982 | Décès du cardinal Carlos Carmelo de Vasconcelos Motta                                                               |      | 106       | 15          | 121   |
| 22/09/1982 | 80e anniversaire du cardinal José Humberto Quintero Parra                                                           |      | 105       | 16          | 121   |
| 26/10/1982 | Décès du cardinal Giovanni Benelli                                                                                  |      | 104       | 16          | 120   |
| 06/12/1982 | 80e anniversaire du cardinal Giovanni Umberto Colombo                                                               |      | 103       | 17          | 120   |
| 07/01/1983 | Décès du cardinal Umberto Mozzoni                                                                                   |      | 102       | 17          | 119   |
| 02/02/1983 | Consistoire: création de 18 cardinaux dont 16 cardinaux électeurs                                                   |      | 118       | 19          | 137   |
| 03/02/1983 | Décès du cardinal Antonio Samorè                                                                                    |      | 117       | 19          | 136   |
| 05/02/1983 | 80e anniversaire du cardinal Alfredo Vicente Scherer                                                                |      | 116       | 20          | 136   |
| 20/02/1983 | 80e anniversaire du cardinal Joseph Schröffer                                                                       |      | 115       | 21          | 136   |
| 25/04/1983 | 80e anniversaire du cardinal Michele Pellegrino                                                                     |      | 114       | 22          | 136   |
| 23/05/1983 | 80e anniversaire du cardinal Pablo Muñoz Vega                                                                       |      | 113       | 23          | 136   |
| 02/06/1983 | Décès du cardinal Julio Rosales y Ras                                                                               |      | 112       | 23          | 135   |
| 15/06/1983 | Décès du cardinal Mario Casariego y Acevedo                                                                         |      | 111       | 23          | 134   |
| 26/06/1983 | Décès du cardinal James Robert Knox                                                                                 |      | 110       | 23          | 133   |
| 04/07/1983 | 80e anniversaire du cardinal Corrado Bafile                                                                         |      | 109       | 24          | 133   |
| 12/08/1983 | 80e anniversaire du cardinal Mario Nasalli Rocca di Corneliano                                                      |      | 108       | 25          | 133   |
| 07/09/1983 | Décès du cardinal Joseph Schröffer                                                                                  |      | 108       | 24          | 132   |
| 17/09/1983 | Décès du cardinal Humberto Sousa Medeiros                                                                           |      | 107       | 24          | 131   |
| 06/10/1983 | Décès du cardinal Terence James Cooke                                                                               |      | 106       | 24          | 130   |
| 08/10/1983 | Décès du cardinal Alexandre Renard                                                                                  |      | 105       | 24          | 129   |
| 09/11/1983 | 80e anniversaire du cardinal Léon-Étienne Duval                                                                     |      | 104       | 25          | 129   |
| 27/12/1983 | 80e anniversaire du cardinal Hermann Volk                                                                           |      | 103       | 26          | 129   |
| 01/02/1984 | 80e anniversaire du cardinal Joseph Asjiro Satowaki                                                                 |      | 102       | 27          | 129   |
| 22/02/1984 | 80e anniversaire du cardinal Stephanos I Sidarouss                                                                  |      | 101       | 28          | 129   |
| 09/04/1984 | Décès du cardinal Paul-Pierre Philippe                                                                              |      | 100       | 28          | 128   |
| 26/04/1984 | 80e anniversaire du cardinal Paul-Émile Léger                                                                       |      | 99        | 29          | 128   |
| 18/05/1984 | 80e anniversaire du cardinal François Marty                                                                         |      | 98        | 30          | 128   |
| 08/07/1984 | Décès du cardinal José Humberto Quintero Parra                                                                      |      | 98        | 29          | 127   |
| 16/07/1984 | 80e anniversaire du cardinal Leo Jozef Suenens                                                                      |      | 97        | 30          | 127   |
| 31/07/1984 | 80e anniversaire du cardinal John Joseph Carberry                                                                   |      | 96        | 31          | 127   |
| 26/08/1984 | Décès du cardinal Lawrence Joseph Shehan                                                                            |      | 96        | 30          | 126   |
| 07/09/1984 | Décès du cardinal Josyf Slipyj                                                                                      |      | 96        | 29          | 125   |
| 11/09/1984 | 80e anniversaire du cardinal José María Bueno y Monreal                                                             |      | 95        | 30          | 125   |
| 15/09/1984 | Décès du cardinal Paolo Marella                                                                                     |      | 95        | 29          | 124   |
| 23/10/1984 | 80e anniversaire du cardinal Maximilien de Furstenberg                                                              |      | 94        | 30          | 124   |
| 25/01/1985 | 80e anniversaire du cardinal Maurice Roy                                                                            |      | 93        | 31          | 124   |
| 18/05/1985 | 80e anniversaire du cardinal Francesco Carpino                                                                      |      | 92        | 32          | 124   |
| 25/05/1985 | Consistoire: création de 28 cardinaux, dont 27 cardinaux électeurs                                                  |      | 119       | 33          | 152   |
| 07/07/1985 | 80e anniversaire du cardinal Jean Guyot (cardinal)                                                                  |      | 118       | 34          | 152   |
| 03/08/1985 | 80e anniversaire du cardinal Franz König                                                                            |      | 117       | 35          | 152   |
| 24/09/1985 | Décès du cardinal Antonio Poma                                                                                      |      | 116       | 35          | 151   |
| 24/10/1985 | Décès du cardinal Maurice Roy                                                                                       |      | 116       | 34          | 150   |
| 26/10/1985 | 80e anniversaire du cardinal George Bernard Flahiff                                                                 |      | 115       | 35          | 150   |
| 08/12/1985 | Décès du cardinal Ermenegildo Florit                                                                                |      | 115       | 34          | 149   |
| 25/12/1985 | 80e anniversaire du cardinal Sergio Guerri                                                                          |      | 114       | 35          | 149   |
| 22/02/1986 | 80e anniversaire du cardinal Egano Righi-Lambertini                                                                 |      | 113       | 36          | 149   |
| 15/03/1986 | Décès du cardinal Miguel Darío Miranda y Gómez                                                                      |      | 113       | 35          | 148   |
| 20/05/1986 | 80e anniversaire du cardinal Giuseppe Siri                                                                          |      | 112       | 36          | 148   |
| 30/06/1986 | Décès du cardinal László Lékai                                                                                      |      | 111       | 36          | 147   |
| 01/08/1986 | Décès du cardinal Carlo Confalonieri                                                                                |      | 111       | 35          | 146   |
| 10/10/1986 | Décès du cardinal Michele Pellegrino                                                                                |      | 111       | 34          | 145   |
| 21/10/1986 | 80e anniversaire du cardinal Ernesto Civardi                                                                        |      | 110       | 35          | 145   |
| 16/11/1986 | 80e anniversaire du cardinal Octavio Antonio Beras Rojas                                                            |      | 109       | 36          | 145   |
| 19/12/1986 | Décès du cardinal Avelar Brandão Vilela                                                                             |      | 108       | 36          | 144   |
| 24/12/1986 | 80e anniversaire du cardinal Joseph Höffner                                                                         |      | 107       | 37          | 144   |
| 29/12/1986 | Décès du cardinal Pietro Parente                                                                                    |      | 107       | 36          | 143   |
| 15/01/1987 | Décès du cardinal Aníbal Muñoz Duque                                                                                |      | 106       | 36          | 142   |
| 20/02/1987 | Décès du cardinal Joseph Parecattil                                                                                 |      | 105       | 36          | 141   |
| 25/02/1987 | 80e anniversaire du cardinal Giuseppe Paupini                                                                       |      | 104       | 37          | 141   |
| 14/05/1987 | 80e anniversaire du cardinal Vicente Enrique y Tarancón                                                             |      | 103       | 38          | 141   |
| 27/05/1987 | 80e anniversaire du cardinal Giuseppe Maria Sensi                                                                   |      | 102       | 39          | 141   |
| 29/06/1987 | 80e anniversaire du cardinal Owen McCann                                                                            |      | 101       | 40          | 141   |
| 10/08/1987 | Décès du cardinal Patrick Louis O'Boyle                                                                             |      | 101       | 39          | 140   |
| 20/08/1987 | Décès du cardinal José María Bueno y Monreal                                                                        |      | 101       | 38          | 139   |
| 23/08/1987 | Décès du cardinal Stephanos I Sidarouss                                                                             |      | 101       | 37          | 138   |
| 20/09/1987 | 80e anniversaire du cardinal Antoine Khoraiche                                                                      |      | 100       | 38          | 138   |
| 27/09/1987 | 80e anniversaire du cardinal Raúl Silva Henríquez                                                                   |      | 99        | 39          | 138   |
| 15/10/1987 | 80e anniversaire du cardinal John Francis Dearden                                                                   |      | 98        | 40          | 138   |
| 16/10/1987 | Décès du cardinal Joseph Höffner                                                                                    |      | 98        | 39          | 137   |
| 19/11/1987 | 80e anniversaire du cardinal James Darcy Freeman                                                                    |      | 97        | 40          | 137   |
| 16/12/1987 | Décès du cardinal Bernard Jan Alfrink                                                                               |      | 97        | 39          | 136   |
| 01/02/1988 | 80e anniversaire du cardinal Paolo Bertoli                                                                          |      | 96        | 40          | 136   |
| 28/06/1988 | Consistoire: création de 24 cardinaux électeurs                                                                     |      | 120       | 40          | 160   |
| 01/07/1988 | Décès du cardinal Hermann Volk                                                                                      |      | 120       | 39          | 159   |
| 26/07/1988 | 80e anniversaire du cardinal Corrado Ursi                                                                           |      | 119       | 40          | 159   |
| 01/08/1988 | Décès du cardinal Jean Guyot                                                                                        |      | 119       | 39          | 158   |
| 01/08/1988 | Décès du cardinal John Francis Dearden                                                                              |      | 119       | 38          | 157   |
| 26/08/1988 | 80e anniversaire du cardinal Jacques-Paul Martin                                                                    |      | 118       | 39          | 157   |
| 22/09/1988 | Décès du cardinal Maximilien de Fürstenberg                                                                         |      | 118       | 38          | 156   |
| 29/10/1988 | Décès du cardinal Thomas Benjamin Cooray                                                                            |      | 118       | 37          | 155   |
| 09/11/1988 | Décès du cardinal Mario Nasalli Rocca di Corneliano                                                                 |      | 118       | 36          | 154   |
| 02/05/1989 | Décès du cardinal Giuseppe Siri                                                                                     |      | 118       | 35          | 153   |
| 14/06/1989 | Décès du cardinal Joseph-Albert Malula                                                                              |      | 117       | 35          | 152   |
| 23/06/1989 | Décès du cardinal Timothy Manning                                                                                   |      | 116       | 35          | 151   |
| 22/08/1989 | Décès du cardinal George Bernard Flahiff                                                                            |      | 116       | 34          | 150   |
| 04/09/1989 | 80e anniversaire du cardinal Johannes Willebrands                                                                   |      | 115       | 35          | 150   |
| 06/10/1989 | 80e anniversaire du cardinal Mario Luigi Ciappi                                                                     |      | 114       | 36          | 150   |
| 28/11/1989 | Décès du cardinal Ernesto Civardi                                                                                   |      | 114       | 35          | 149   |
| 12/01/1990 | 80e anniversaire du cardinal José Salazar López                                                                     |      | 113       | 36          | 149   |
| 12/01/1990 | Décès du cardinal Tomás Ó Fiaich                                                                                    |      | 112       | 36          | 148   |
| 14/05/1990 | 80e anniversaire du cardinal Opilio Rossi                                                                           |      | 111       | 37          | 148   |
| 18/05/1990 | Décès du cardinal Joseph-Marie Trinh van-Can                                                                        |      | 110       | 37          | 147   |
| 23/05/1990 | Décès du cardinal Julijans Vaivods                                                                                  |      | 110       | 36          | 146   |
| 27/06/1990 | Décès du cardinal José Clemente Maurer                                                                              |      | 110       | 35          | 145   |
| 10/08/1990 | 80e anniversaire du cardinal Gordon Joseph Gray                                                                     |      | 109       | 36          | 145   |
| 22/08/1990 | Décès du cardinal Luigi Dadaglio                                                                                    |      | 108       | 36          | 144   |
| 23/08/1990 | 80e anniversaire du cardinal Alfons Maria Stickler                                                                  |      | 107       | 37          | 144   |
| 10/09/1990 | 80e anniversaire du cardinal Franz Hengsbach                                                                        |      | 106       | 38          | 144   |
| 24/10/1990 | 80e anniversaire du cardinal Paul Gouyon                                                                            |      | 105       | 39          | 144   |
| 26/10/1990 | 80e anniversaire du cardinal John Joseph Krol                                                                       |      | 104       | 40          | 144   |
| 14/11/1990 | 80e anniversaire du cardinal Silvio Oddi                                                                            |      | 103       | 41          | 144   |
| 28/11/1990 | Décès du cardinal Wladyslaw Rubin                                                                                   |      | 102       | 41          | 143   |
| 30/11/1990 | Décès du cardinal Octavio Antonio Beras Rojas                                                                       |      | 102       | 40          | 142   |
| 16/03/1991 | Décès du cardinal James Darcy Freeman                                                                               |      | 102       | 39          | 141   |
| 20/04/1991 | Décès du cardinal Emmanuel Kiwanuka Nsubuga                                                                         |      | 101       | 39          | 140   |
| 23/05/1991 | 80e anniversaire du cardinal Paul Augustin Mayer                                                                    |      | 100       | 40          | 140   |
| 24/06/1991 | Décès du cardinal Franz Hengsbach                                                                                   |      | 100       | 39          | 139   |
| 28/06/1991 | Consistoire: création de 22 cardinaux dont 20 électeurs, Révélation du nom du cardinal in pectore créé en 1979      |      | 120       | 42          | 162   |
| 09/07/1991 | Décès du cardinal José Salazar López                                                                                |      | 120       | 41          | 161   |
| 04/09/1991 | Décès du cardinal Henri de Lubac                                                                                    |      | 120       | 40          | 160   |
| 24/10/1991 | 80e anniversaire du cardinal Paul Grégoire                                                                          |      | 119       | 41          | 160   |
| 13/11/1991 | Décès du cardinal Paul-Émile Léger                                                                                  |      | 119       | 40          | 159   |
| 04/02/1992 | 80e anniversaire du cardinal Louis-Albert Vachon                                                                    |      | 118       | 41          | 159   |
| 11/02/1992 | 80e anniversaire du cardinal Juan Carlos Aramburu                                                                   |      | 117       | 42          | 159   |
| 01/03/1992 | 80e anniversaire du cardinal Gerald Emmett Carter                                                                   |      | 116       | 43          | 159   |
| 15/03/1992 | Décès du cardinal Sergio Guerri                                                                                     |      | 116       | 42          | 158   |
| 19/05/1992 | 80e anniversaire du cardinal Pietro Palazzini                                                                       |      | 115       | 43          | 158   |
| 20/05/1992 | Décès du cardinal Giovanni Umberto Colombo                                                                          |      | 115       | 42          | 157   |
| 05/06/1992 | 80e anniversaire du cardinal Alexandru Todea                                                                        |      | 114       | 43          | 157   |
| 12/07/1992 | 80e anniversaire du cardinal Laurean Rugambwa                                                                       |      | 113       | 44          | 157   |
| 18/07/1992 | Décès du cardinal Giuseppe Paupini                                                                                  |      | 113       | 43          | 156   |
| 04/08/1992 | Décès du cardinal František Tomášek                                                                                 |      | 113       | 42          | 155   |
| 27/09/1992 | Décès du cardinal Jacques-Paul Martin                                                                               |      | 113       | 41          | 154   |
| 18/10/1992 | 80e anniversaire du cardinal Aurelio Sabattani                                                                      |      | 112       | 42          | 154   |
| 29/11/1992 | Décès du cardinal Lawrence Trevor Picachy                                                                           |      | 111       | 42          | 153   |
| 21/03/1993 | Décès du cardinal Sebastiano Baggio                                                                                 |      | 110       | 42          | 152   |
| 04/05/1993 | 80e anniversaire du cardinal Agnelo Rossi                                                                           |      | 109       | 43          | 152   |
| 24/05/1993 | Décès du cardinal Juan Jesús Posadas Ocampo                                                                         |      | 108       | 43          | 151   |
| 12/07/1993 | Décès du cardinal Ferdinando Giuseppe Antonelli                                                                     |      | 108       | 42          | 150   |
| 19/07/1993 | Décès du cardinal Gordon Joseph Gray                                                                                |      | 108       | 41          | 149   |
| 02/08/1993 | Décès du cardinal Guido Del Mestri                                                                                  |      | 108       | 40          | 148   |
| 12/08/1993 | 80e anniversaire du cardinal Narciso Jubany Arnau                                                                   |      | 107       | 41          | 148   |
| 03/10/1993 | 80e anniversaire du cardinal Anastasio Alberto Ballestrero                                                          |      | 106       | 42          | 148   |
| 05/10/1993 | Décès du cardinal Francesco Carpino                                                                                 |      | 106       | 41          | 147   |
| 06/10/1993 | Décès du cardinal Victor Razafimahatratra                                                                           |      | 105       | 41          | 146   |
| 30/10/1993 | Décès du cardinal Paul Grégoire                                                                                     |      | 105       | 40          | 145   |
| 19/12/1993 | 80e anniversaire du cardinal Juan Landázuri Ricketts                                                                |      | 104       | 41          | 145   |
| 15/01/1994 | Décès du cardinal Gabriel-Marie Garrone                                                                             |      | 104       | 40          | 144   |
| 03/02/1994 | Décès du cardinal Justinus Darmojuwono                                                                              |      | 103       | 40          | 143   |
| 11/02/1994 | Décès du cardinal Joseph Marie Anthony Cordeiro                                                                     |      | 102       | 40          | 142   |
| 16/02/1994 | Décès du cardinal François Marty                                                                                    |      | 102       | 39          | 141   |
| 26/03/1994 | Décès du cardinal Owen McCann                                                                                       |      | 102       | 38          | 140   |
| 19/04/1994 | 80e anniversaire du cardinal Ugo Poletti                                                                            |      | 101       | 39          | 140   |
| 03/06/1994 | Décès du cardinal Pablo Muñoz Vega                                                                                  |      | 101       | 38          | 139   |
| 24/06/1994 | 80e anniversaire du cardinal Myroslav Ivan Lubachivsky                                                              |      | 100       | 39          | 139   |
| 26/07/1994 | 80e anniversaire du cardinal Juan Francisco Fresno Larraín                                                          |      | 99        | 40          | 139   |
| 19/08/1994 | Décès du cardinal Antoine Pierre Khoraiche                                                                          |      | 99        | 39          | 138   |
| 16/09/1994 | Décès du cardinal Albert Decourtray                                                                                 |      | 98        | 39          | 137   |
| 15/11/1994 | 80e anniversaire du cardinal Giuseppe Caprio                                                                        |      | 97        | 40          | 137   |
| 24/11/1994 | 80e anniversaire du cardinal Agostino Casaroli                                                                      |      | 96        | 41          | 137   |
| 26/11/1994 | Consistoire: création de 30 cardinaux dont 24 électeurs                                                             |      | 120       | 47          | 167   |
| 28/11/1994 | Décès du cardinal Vicente Enrique y Tarancón                                                                        |      | 120       | 46          | 166   |
| 26/12/1994 | Décès du cardinal Pietro Pavan                                                                                      |      | 120       | 45          | 165   |
| 21/05/1995 | Décès du cardinal Agnelo Rossi                                                                                      |      | 120       | 44          | 164   |
| 22/06/1995 | Décès du cardinal Yves Congar                                                                                       |      | 120       | 43          | 163   |
| 15/07/1995 | Décès du cardinal Robert Coffy                                                                                      |      | 119       | 43          | 162   |
| 23/08/1995 | 80e anniversaire du cardinal Antonio Innocenti                                                                      |      | 118       | 44          | 162   |
| 03/11/1995 | Décès du cardinal Mario Revollo Bravo                                                                               |      | 118       | 43          | 161   |
| 24/11/1995 | Décès du cardinal Dominic Ignatius Ekandem                                                                          |      | 117       | 43          | 160   |
| 03/02/1996 | 80e anniversaire du cardinal Jean Margéot                                                                           |      | 116       | 44          | 160   |
| 03/03/1996 | Décès du cardinal John Joseph Krol                                                                                  |      | 116       | 43          | 159   |
| 08/03/1996 | Décès du cardinal Alfredo Vicente Scherer                                                                           |      | 116       | 42          | 158   |
| 22/04/1996 | Décès du cardinal Mario Luigi Ciappi                                                                                |      | 116       | 41          | 157   |
| 06/05/1996 | Décès du cardinal Leo Jozef Suenens                                                                                 |      | 116       | 40          | 156   |
| 30/05/1996 | Décès du cardinal Léon-Étienne Duval                                                                                |      | 116       | 39          | 155   |
| 01/06/1996 | 80e anniversaire du cardinal Jean Jérôme Hamer                                                                      |      | 115       | 40          | 155   |
| 01/07/1996 | 80e anniversaire du cardinal Bernard Yago                                                                           |      | 114       | 41          | 155   |
| 01/08/1996 | 80e anniversaire du cardinal Fiorenzo Angelini                                                                      |      | 113       | 42          | 155   |
| 07/08/1996 | Décès du cardinal Joseph Asjiro Satowaki                                                                            |      | 113       | 41          | 154   |
| 14/09/1996 | Décès du cardinal Joseph Bernardin                                                                                  |      | 112       | 41          | 153   |
| 02/10/1996 | 80e anniversaire du cardinal Angel Suquía Goicoechea                                                                |      | 111       | 42          | 153   |
| 08/11/1996 | Décès du cardinal Simon Ignatius Pimenta                                                                            |      | 110       | 42          | 152   |
| 02/12/1996 | Décès du cardinal Jean Jérôme Hamer                                                                                 |      | 110       | 41          | 151   |
| 26/12/1996 | Décès du cardinal Narciso Jubany Arnau                                                                              |      | 110       | 40          | 150   |
| 16/01/1997 | Décès du cardinal Juan Landázuri Ricketts                                                                           |      | 110       | 39          | 149   |
| 28/01/1997 | Décès du cardinal Mikel Koliqi                                                                                      |      | 110       | 38          | 148   |
| 25/02/1997 | Décès du cardinal Ugo Poletti                                                                                       |      | 110       | 37          | 147   |
| 03/09/1997 | 80e anniversaire du cardinal Paul Zoungrana                                                                         |      | 109       | 38          | 147   |
| 01/10/1997 | 80e anniversaire du cardinal Cahal Brendan Daly                                                                     |      | 108       | 39          | 147   |
| 05/10/1997 | Décès du cardinal Bernard Yago                                                                                      |      | 108       | 38          | 146   |
| 25/11/1997 | 80e anniversaire du cardinal Luigi Poggi                                                                            |      | 107       | 39          | 146   |
| 08/12/1997 | Décès du cardinal Laurean Rugambwa                                                                                  |      | 107       | 38          | 145   |
| 15/01/1998 | 80e anniversaire du cardinal Edouard Gagnon                                                                         |      | 106       | 39          | 145   |
| 16/01/1998 | 80e anniversaire du cardinal Marcelo González Martín                                                                |      | 105       | 40          | 145   |
| 05/02/1998 | 80e anniversaire du cardinal Vincenzo Fagiolo                                                                       |      | 104       | 41          | 145   |
| 05/02/1998 | Décès du cardinal Eduardo Francisco Pironio                                                                         |      | 103       | 41          | 144   |
| 21/02/1998 | Consistoire: création de 20 cardinaux dont 19 électeurs et 2 cardinaux in pectore                                   |      | 122       | 42          | 164   |
| 28/02/1998 | Décès du cardinal Antonio Quarracino                                                                                |      | 121       | 42          | 163   |
| 01/03/1998 | Décès du cardinal Jean Balland                                                                                      |      | 120       | 42          | 162   |
| 24/03/1998 | Décès du cardinal António Ribeiro                                                                                   |      | 119       | 42          | 161   |
| 17/04/1998 | Décès du cardinal Alberto Bovone                                                                                    |      | 118       | 42          | 160   |
| 09/06/1998 | Décès du cardinal Agostino Casaroli                                                                                 |      | 118       | 41          | 159   |
| 21/06/1998 | Décès du cardinal Anastasio Alberto Ballestrero                                                                     |      | 118       | 40          | 158   |
| 17/07/1998 | Décès du cardinal John Joseph Carberry                                                                              |      | 118       | 39          | 157   |
| 13/09/1998 | Décès du cardinal Alois Grillmeier                                                                                  |      | 118       | 38          | 156   |
| 23/09/1998 | 80e anniversaire du cardinal Salvatore Pappalardo                                                                   |      | 117       | 39          | 156   |
| 30/09/1998 | 80e anniversaire du cardinal Giovanni Canestri                                                                      |      | 116       | 40          | 156   |
| 04/10/1998 | 80e anniversaire du cardinal Giovanni Cheli                                                                         |      | 115       | 41          | 156   |
| 07/12/1998 | Décès du cardinal Carlos Oviedo Cavada                                                                              |      | 114       | 41          | 155   |
| 15/01/1999 | 80e anniversaire du cardinal Paul Joseph Pham Ðình Tung                                                             |      | 113       | 42          | 155   |
| 19/03/1999 | 80e anniversaire du cardinal José Lebrún Moratinos                                                                  |      | 112       | 43          | 155   |
| 09/04/1999 | Décès du cardinal Raúl Silva Henríquez                                                                              |      | 112       | 42          | 154   |
| 14/04/1999 | 80e anniversaire du cardinal Raúl Primatesta                                                                        |      | 111       | 43          | 154   |
| 15/04/1999 | 80e anniversaire du cardinal Franjo Kuharic                                                                         |      | 110       | 44          | 154   |
| 17/06/1999 | Décès du cardinal Basil Hume                                                                                        |      | 109       | 44          | 153   |
| 29/06/1999 | 80e anniversaire du cardinal Ernesto Corripio y Ahumada                                                             |      | 108       | 45          | 153   |
| 26/07/1999 | 80e anniversaire du cardinal Angelo Felici                                                                          |      | 107       | 46          | 153   |
| 13/10/1999 | 80e anniversaire du cardinal Hans Hermann Groër                                                                     |      | 106       | 47          | 153   |
| 17/12/1999 | Décès du cardinal Paolo Dezza                                                                                       |      | 106       | 46          | 152   |
| 15/01/2000 | 80e anniversaire du cardinal John Joseph O’Connor                                                                   |      | 105       | 47          | 152   |
| 12/03/2000 | Décès du cardinal Ignatius Kung Pin-mei                                                                             |      | 105       | 46          | 151   |
| 17/03/2000 | 80e anniversaire du cardinal José Tomás Sánchez                                                                     |      | 104       | 47          | 151   |
| 23/03/2000 | Décès du cardinal Antony Padiyara                                                                                   |      | 103       | 47          | 150   |
| 06/04/2000 | Décès du cardinal Bernardino Echeverría Ruiz                                                                        |      | 103       | 46          | 149   |
| 15/05/2000 | 80e anniversaire du cardinal Nasrallah Pierre Sfeir                                                                 |      | 102       | 47          | 149   |
| 28/05/2000 | Décès du cardinal Vincentas Sladkevičius                                                                            |      | 101       | 47          | 148   |
| 04/06/2000 | Décès du cardinal Paul Zoungrana                                                                                    |      | 101       | 46          | 147   |
| 04/09/2000 | Décès du cardinal Augusto Vargas Alzamora                                                                           |      | 100       | 46          | 146   |
| 22/09/2000 | Décès du cardinal Vincenzo Fagiolo                                                                                  |      | 100       | 45          | 145   |
| 26/09/2000 | Décès du cardinal Paul Gouyon                                                                                       |      | 100       | 44          | 144   |
| 04/10/2000 | Décès du cardinal Egano Righi-Lambertini                                                                            |      | 100       | 43          | 143   |
| 11/10/2000 | Décès du cardinal Pietro Palazzini                                                                                  |      | 100       | 42          | 142   |
| 11/10/2000 | 80e anniversaire du cardinal James Hickey                                                                           |      | 99        | 43          | 142   |
| 14/12/2000 | Décès du cardinal Myroslav Ivan Lubachivsky                                                                         |      | 98        | 43          | 141   |
| 02/02/2001 | 80e anniversaire du cardinal Hyacinthe Thiandoum                                                                    |      | 97        | 44          | 141   |
| 08/02/2001 | Décès du cardinal Giuseppe Casoria                                                                                  |      | 97        | 43          | 140   |
| 21/02/2001 | Décès du cardinal José Lebrún Moratinos                                                                             |      | 97        | 42          | 139   |
| 21/02/2001 | 80e anniversaire du cardinal Antonio Maria Javierre Ortas                                                           |      | 96        | 43          | 139   |
| 21/02/2001 | Consistoire : création de 42 cardinaux dont 38 électeurs, Révélation du nom des 2 cardinaux in pectore créé en 1998 |      | 136       | 47          | 183   |
| 19/04/2001 | 80e anniversaire du cardinal Roberto Tucci                                                                          |      | 135       | 48          | 183   |
| 11/06/2001 | Décès du cardinal Pierre Eyt                                                                                        |      | 134       | 48          | 182   |
| 17/06/2001 | Décès du cardinal Thomas Joseph Winning                                                                             |      | 133       | 48          | 181   |
| 29/06/2001 | Décès du cardinal Silvio Oddi                                                                                       |      | 133       | 47          | 180   |
| 26/07/2001 | Décès du cardinal Giuseppe Maria Sensi                                                                              |      | 133       | 46          | 179   |
| 25/08/2001 | 80e anniversaire du cardinal Paulos Tzadua                                                                          |      | 132       | 47          | 179   |
| 14/09/2001 | 80e anniversaire du cardinal Paulo Evaristo Arns                                                                    |      | 131       | 48          | 179   |
| 08/11/2001 | Décès du cardinal Paolo Bertoli                                                                                     |      | 131       | 47          | 178   |
| 02/12/2001 | 80e anniversaire du cardinal Carlo Furno                                                                            |      | 130       | 48          | 178   |
| 11/03/2002 | Décès du cardinal Franjo Kuharic                                                                                    |      | 130       | 47          | 177   |
| 12/03/2002 | Décès du cardinal Louis-Marie Billé                                                                                 |      | 129       | 47          | 176   |
| 30/03/2002 | 80e anniversaire du cardinal Virgilio Noè                                                                           |      | 128       | 48          | 176   |
| 02/04/2002 | 80e anniversaire du cardinal Dino Monduzzi                                                                          |      | 127       | 49          | 176   |
| 08/05/2002 | 80e anniversaire du cardinal Stephen Kim Sou-hwan                                                                   |      | 126       | 50          | 176   |
| 08/05/2002 | 80e anniversaire du cardinal Bernardin Gantin                                                                       |      | 125       | 51          | 176   |
| 21/05/2002 | 80e anniversaire du cardinal Pio Laghi                                                                              |      | 124       | 52          | 176   |
| 22/05/2002 | Décès du cardinal Alexandru Todea                                                                                   |      | 124       | 51          | 175   |
| 25/07/2002 | Décès du cardinal Johannes Joachim Degenhardt                                                                       |      | 123       | 51          | 174   |
| 26/07/2002 | 80e anniversaire du cardinal Gilberto Agustoni                                                                      |      | 122       | 52          | 174   |
| 31/07/2002 | 80e anniversaire du cardinal Lorenzo Antonetti                                                                      |      | 121       | 53          | 174   |
| 04/08/2002 | 80e anniversaire du cardinal Luis Aponte Martínez                                                                   |      | 120       | 54          | 174   |
| 04/09/2002 | 80e anniversaire du cardinal Rosalío José Castillo Lara                                                             |      | 119       | 55          | 174   |
| 08/09/2002 | Décès du cardinal Lucas Moreira Neves                                                                               |      | 118       | 55          | 173   |
| 16/09/2002 | Décès du cardinal François-Xavier Nguyên Van Thuân                                                                  |      | 117       | 55          | 172   |
| 23/09/2002 | Décès du cardinal John Baptist Wu Cheng-chung                                                                       |      | 116       | 55          | 171   |
| 25/09/2002 | 80e anniversaire du cardinal Roger Etchegaray                                                                       |      | 115       | 56          | 171   |
| 31/01/2003 | 80e anniversaire du cardinal Maurice Michael Otunga                                                                 |      | 114       | 57          | 171   |
| 31/01/2003 | 80e anniversaire du cardinal Jorge María Mejía                                                                      |      | 113       | 58          | 171   |
| 24/03/2003 | Décès du cardinal Hans Hermann Groër                                                                                |      | 113       | 57          | 170   |
| 06/04/2003 | Décès du cardinal Gerald Emmett Carter                                                                              |      | 113       | 56          | 169   |
| 19/04/2003 | Décès du cardinal Aurelio Sabattani                                                                                 |      | 113       | 55          | 168   |
| 31/05/2003 | Décès du cardinal Francesco Colasuonno                                                                              |      | 112       | 55          | 167   |
| 17/06/2003 | 80e anniversaire du cardinal Anthony Joseph Bevilacqua                                                              |      | 111       | 56          | 167   |
| 06/07/2003 | Décès du cardinal Ignacio Antonio Velasco García                                                                    |      | 110       | 56          | 166   |
| 29/08/2003 | Décès du cardinal Corrado Ursi                                                                                      |      | 110       | 55          | 165   |
| 06/09/2003 | Décès du cardinal Maurice Michael Otunga                                                                            |      | 110       | 54          | 164   |
| 17/10/2003 | 80e anniversaire du cardinal Henryk Roman Gulbinowicz                                                               |      | 109       | 55          | 164   |
| 21/10/2003 | Consistoire : création de 30 cardinaux dont 26 électeurs,                                                           |      | 135       | 59          | 194   |
| 25/10/2003 | 80e anniversaire du cardinal Achille Silvestrini                                                                    |      | 134       | 60          | 194   |
| 03/12/2003 | 80e anniversaire du cardinal Paul Shan Kuo-hsi                                                                      |      | 133       | 61          | 194   |
| 08/12/2003 | 80e anniversaire du cardinal Pio Taofinu'u                                                                          |      | 132       | 62          | 194   |
| 11/12/2003 | Décès du cardinal Paulos Tzadua                                                                                     |      | 132       | 61          | 193   |
| 13/12/2003 | 80e anniversaire du cardinal Edward Bede Clancy                                                                     |      | 131       | 62          | 193   |
| 22/01/2004 | 80e anniversaire du cardinal Ján Chryzostom Korec                                                                   |      | 130       | 63          | 193   |
| 05/02/2004 | 80e anniversaire du cardinal Duraisamy Simon Lourdusamy                                                             |      | 129       | 64          | 193   |
| 09/02/2004 | Décès du cardinal Opilio Rossi                                                                                      |      | 129       | 63          | 192   |
| 21/02/2004 | 80e anniversaire du cardinal Silvano Piovanelli                                                                     |      | 128       | 64          | 192   |
| 29/02/2004 | 80e anniversaire du cardinal Andrzej Maria Deskur                                                                   |      | 127       | 65          | 192   |
| 11/03/2004 | 80e anniversaire du cardinal Jozef Tomko                                                                            |      | 126       | 66          | 192   |
| 13/03/2004 | Décès du cardinal Franz König                                                                                       |      | 126       | 65          | 191   |
| 18/03/2004 | 80e anniversaire du cardinal Alexandre José Maria dos Santos                                                        |      | 125       | 66          | 191   |
| 18/05/2004 | Décès du cardinal Hyacinthe Thiandoum                                                                               |      | 125       | 65          | 190   |
| 05/07/2004 | 80e anniversaire du cardinal Edward Idris Cassidy                                                                   |      | 124       | 66          | 190   |
| 13/08/2004 | 80e anniversaire du cardinal Serafim Fernandes de Araújo                                                            |      | 123       | 67          | 190   |
| 25/08/2004 | Décès du cardinal Marcelo González Martín                                                                           |      | 123       | 66          | 189   |
| 08/10/2004 | 80e anniversaire du cardinal Aloísio Lorscheider                                                                    |      | 122       | 67          | 189   |
| 14/10/2004 | Décès du cardinal Juan Francisco Fresno Larraín                                                                     |      | 122       | 66          | 188   |
| 24/10/2004 | Décès du cardinal James Hickey                                                                                      |      | 122       | 65          | 187   |
| 02/11/2004 | Décès du cardinal Gustaaf Joos                                                                                      |      | 122       | 64          | 186   |
| 18/11/2004 | Décès du cardinal Juan Carlos Aramburu                                                                              |      | 122       | 63          | 185   |
| 11/12/2004 | 80e anniversaire du cardinal Giovanni Saldarini                                                                     |      | 121       | 64          | 185   |
| 10/01/2005 | Décès du cardinal Jan Pieter Schotte                                                                                |      | 120       | 64          | 184   |
| 03/02/2005 | Décès du cardinal Corrado Bafile                                                                                    |      | 119       | 64          | 183   |
| 01/03/2005 | 80e anniversaire du cardinal Alexandre do Nascimento                                                                |      | 118       | 65          | 183   |
| 18/03/2005 | 80e anniversaire du cardinal Antonio José González Zumárraga                                                        |      | 117       | 66          | 183   |
|            | |      |           |             |       |
| 02/04/2005 | Décès du pape Jean-Paul II                                                                                          |      | 117       | 66          | 183   |